# Petite Cisse
Die Petite Cisse (auch Ruisseau de Mesland genannt) ist ein kleiner Fluss in Frankreich, der in der Region Centre-Val de Loire verläuft. Sie entspringt im südwestlichen Gemeindegebiet von Santenay, entwässert anfangs in südlicher Richtung, schlägt dann einen Bogen über Ost nach Südwest und erreicht bei Monteaux das Loiretal, wo sie die Loire und die parallel verlaufende Cisse noch etwa sieben Kilometer begleitet, um schließlich in Gemeindegebiet von Limeray nach insgesamt rund 19 Kilometern als rechter Nebenfluss in die Cisse einzumünden. Auf ihrem Weg durchquert die Petite Cisse die Départements Loir-et-Cher und Indre-et-Loire.

## Orte am Fluss
(Reihenfolge in Fließrichtung)
- La Tonnellerie, Gemeinde Mesland
- Belle Humeur, Gemeinde Mesland
- Mesland
- Monteaux
- Cangey
- Limeray